# Franz Anton Vogel
Franz Anton Vogel (* 5. Dezember 1720 in Wessobrunn in Oberbayern; † 18. Juni 1777 in Freiburg im Breisgau) war ein Stuckateur der Wessobrunner Schule, der bedeutendste Stuckateur des Breisgaus im 18. Jahrhundert. Sein Stil war das Rokoko.

## Leben
Die Eltern waren der Stuckateur Georg Vogel (auch Johann Georg Vogel genannt; 1687–1759) und seine Frau Catharina geb. Zimmermann. Im Jahr 1747 ersuchte Franz Anton in Freiburg im Breisgau um Aufnahme als Bürger und Zünftiger, weil er „zu heyraten intentioniert und sich nunmehro schon über Jahr und Tag ehrlich und wohl aufgefiehrt“. Möglicherweise hatte er bei dem älteren Freiburger Stuckateur Franz Joseph Vogel (1684–1756) gearbeitet, der ebenfalls zur Wessobrunner Schule gehört, mit dem er aber nicht verwandt war; Franz Joseph hatte 1721 die Langhausdecke der katholischen Pfarrkirche St. Gallus und Otmar in Ebringen und um 1725–1730 die Decke der jetzigen altkatholischen Freiburger Kirche St. Ursula stuckiert. 1749 wurde Franz Anton in die Zunft „Zum Mond“ aufgenommen.

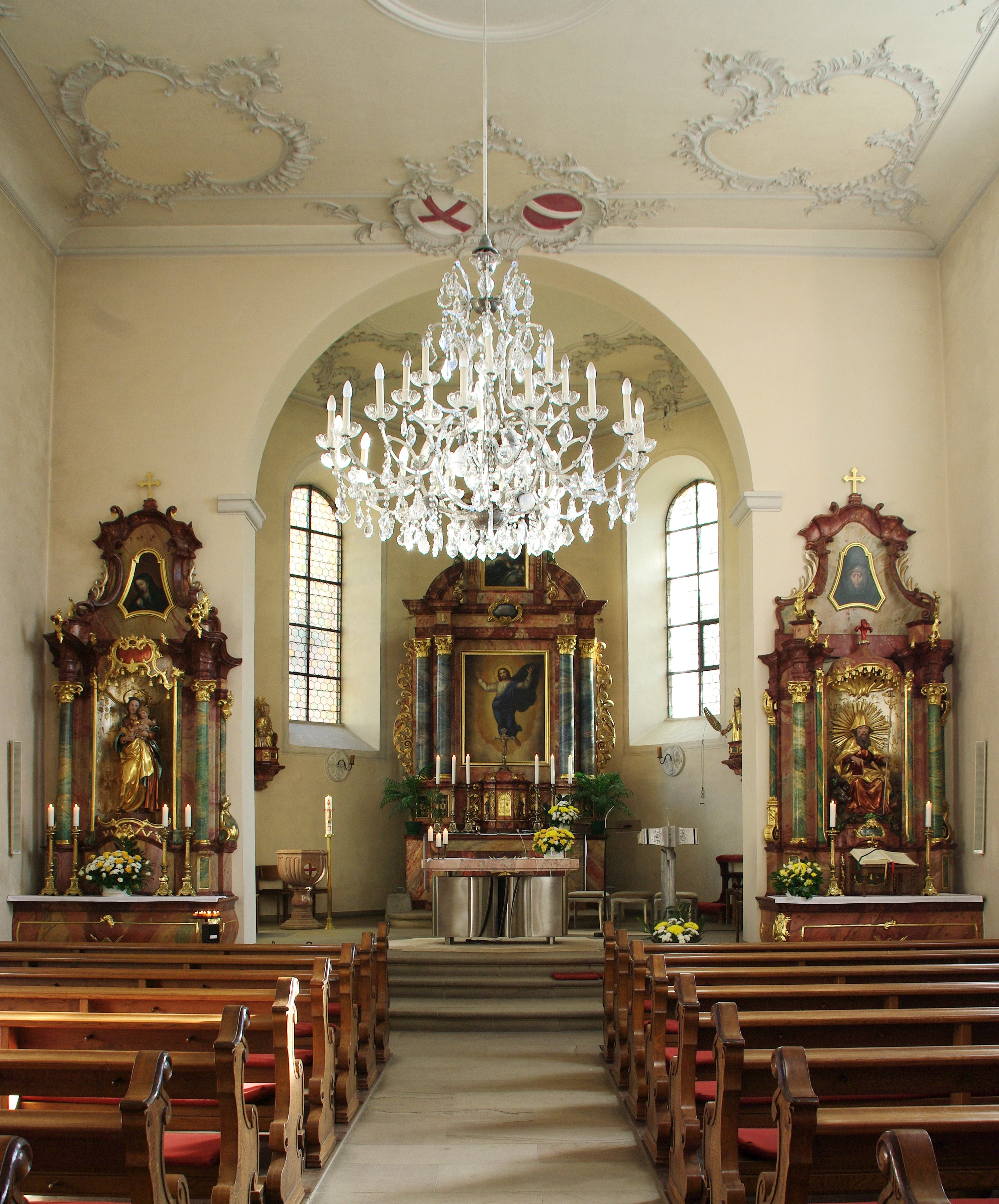
Vogels Stuckdekor in St. Cyriak und Perpetua

## Werk
Zu seinem Werk gehören Stuckarbeiten
- 1748–1749 in dem von Johann Caspar Bagnato gebauten Treppenhaus des Superioratsgebäudes, dem Pfarrhof Todtmoos, das heute als Pfarrhaus dient.

- um 1750 an den Emporenbrüstungen der erwähnten St.-Ursula-Kirche in Freiburg.[3]

- 1751 im alten Ratssaal, dem heutigen „Rokokosaal“, des Historischen Kaufhauses zwischen Freiburger Münsterplatz und Schusterstraße, Arbeiten, die er „angedingter maßen wegen dem burgerecht“ machen musste.

- 1754 in St. Cyriak und Perpetua in Freiburg. „Deckenspiegel aus Profilleisten, umrahmt von großen, fein ziselierten, züngelnden Rokokokartuschen an Seiten und Eckfeldern, vereinigen sich in ihren ursprünglichen zartgrauen Färbelungen auf gelblichem Grund zu eleganten Kompositionen. Über dem Chorbogen sitzt in Muschelwerk wie eine phantasievolle Bügelkrone das Doppelwappen von Freiburg und Vorderösterreich, zeitlich ferner Abglanz der ehemaligen Orts- und Landesherrschaft. Mit F.A. Vogel beteiligte sich ein Meister an der Kirchenausgestaltung, der aus dem bayerischen Wessobrunn hervorging, also jenen in der ‚Gesellschaft der Stukkatorer‘ verbundenen, meist miteinander verwandten Familien der in Gaispoint und Haid ansässigen Bauleute und Stuckateure, die sich (unter dauernder Förderung ihrer Benediktinerabtei) zu einer in Mitteleuropa dominierenden Künstlergemeinschaft entwickelt hatten.“[4]

- 1760–1765 in der Pfarrkirche St. Vincentius Levita, d. i. Vinzenz der Diakon, in Neuershausen. „Rhythmisierung und schwingende Festlichkeit erhält der Raum durch die in zarten Rosa- und Grautönen gefaßten Stukkaturen des Wessobrunners Franz Anton Vogel. In elegantem Spiel umspielen diese graziösen Rokoko-Dekorationen die Felder der Deckengemälde, strömen zu den Wänden hin, um Fenster- und Türeinfassungen, Chorbogen und Emporenbrüstungen sanft zu umrieseln.“ Von Vogel sind auch die Stuckmarmor-Seitenaltäre.[5]

- 1762 in Schloss Bürgeln.

- 1762 im Chor der Pfarr- und Wallfahrtskirche Mariä Himmelfahrt im  Ehrenkirchener Ortsteil Kirchhofen, deren Langhaus 1740 Johann Georg Gigl stuckiert hatte.[6]

- 1763 Stuckarbeiten für das Lusthaus Klein Lauffenburg in St. Blasien, nicht erhalten.

- 1767 an der Decke der Pfarrkirche St. Martin im Freiburger Stadtteil Hochdorf. Der Stuck ging beim Einsturz der Decke 1822 verloren.[7]

- im Kloster St. Peter auf dem Schwarzwald, zunächst 1758 in der Abtskapelle und 1761 in der nahe gelegenen Kapelle auf dem Lindenberg, die 1786 auf Befehl der vorderösterreichischen Regierung abgerissen werden musste. 1768 fertigte er gemeinsam mit dem Bildhauer Joseph Hörr im Chor der Klosterkirche neue Grabmäler in grauem und schwarzem Stuckmarmor für die hier bestatteten Zähringer, die Gründer des Klosters.

- 1767 in der Kirche des Priorats St. Ulrich, für die Johann Georg Gigl 1753 acht Engelsfiguren geschaffen hatte.

Der Stuck in der Pfarrkirche St. Alexius in Herbolzheim, Vogel zugeschrieben, soll von Johann Georg Gigl sein.